# Gemeine Krabbenratte
Die Gemeine Krabbenratte (Ichthyomys hydrobates) ist ein Nagetier in der Gattungsgruppe der Fischratten.

## Merkmale
Mit einer Kopf-Rumpf-Länge von 134 bis 182 mm, einer Schwanzlänge von 125 bis 150 mm, mit 30 bis 36 mm langen Hinterfüßen und mit 8 bis 10 mm langen Ohren entspricht die Art in der Größe anderen Vertretern der Gattung der Eigentlichen Fischratten. Gewichtsangaben fehlen. Bei einigen Exemplaren sind ins intensiv graubraune Fell der Oberseite Haare mit hellen Spitzen eingestreut, was ein gesprenkeltes Aussehen erzeugt. Die Unterseite ist von silbergrauem bis weißem Fell bedeckt. An den Kanten der Hinterfüße und Finger befindet sich ein Kamm mit borstigen Haaren. Die Schneidezähne sind auffällig schmal.

## Verbreitung
Die Gemeine Krabbenratte lebt in Gebirgen im Nordwesten Südamerikas vom nordöstlichen Venezuela über Kolumbien bis ins zentrale Ecuador. Sie hält sich in Regionen auf, die auf 1500 bis 2800 Meter Höhe liegen. Dieses Nagetier hält sich an Wasserläufen und künstlichen Wassergräben auf. Es bewohnte vermutlich ursprünglich Wolken- und Nebelwälder und bevorzugt als Kulturfolger Landwirtschaftsgebiete.

## Lebensweise
Die Individuen sind nachtaktiv und meist einzeln unterwegs. Sie halten sich auf dem Boden auf und besuchen öfter das Wasser zur Nahrungssuche. Die Gemeine Krabbenratte frisst Krabben und andere wasserlebende Wirbellose. Zum Fortpflanzungsverhalten liegen keine Informationen vor. Die Art teilt ihr Revier mit anderen Fischratten wie Neusticomys monticolus und Neusticomys mussoi.

## Gefährdung
Landschaftsveränderungen und Wasserverschmutzungen wirken sich negativ auf den Bestand aus. Die IUCN stuft den Populationsrückgang als gemäßigt ein und listet die Gemeine Krabbenratte als „nicht gefährdet“ (least concern).